# Le Haut du Tôt
Ne doit pas être confondu avec le Tôt du Haut, Fermanville, Manche
Perché à 827 m d'altitude dans le massif des Vosges sur le versant nord de la vallée de la Moselotte, le Haut du Tôt est la plus haute paroisse du département des Vosges. Il ne constitue cependant pas une commune, ayant été partagé arbitrairement par une ligne nord-sud entre Vagney et Sapois. 
La commune de Sapois se compose de trois hameaux distincts : Sapois-centre, Menaurupt et le Haut du Tôt, où se dresse la plus haute église des Vosges (827 m), et pas moins de 209 lieux-dits.
Le village est situé sur la ligne de crête nord de Sapois, mais il est tout de même entouré de sommets le surplombant d'une centaine de mètres comme le Droit du Tôt (931 m) et un peu plus éloigné la Sotière (963 m) et la tête de la Neuve Roche (971 m).  
Malgré la séparation administrative, les habitants se sont montrés solidaires au point de bâtir eux-mêmes une église en 1832. La paroisse fut officialisée en 1838.
En 1944, le village fut le théâtre de violents combats visant à libérer Gérardmer. Après la guerre, l'effort des habitants fut axé sur le développement touristique, mais la communauté a subi l'impact de la fermeture de l'école en 1990.
Plusieurs scènes du film Les Grandes Gueules ont été tournées dans le hameau en hiver et au printemps 1965.

## Toponymie
L'origine du nom serait *Le Haut du Toit ou *Le Haut du Temps (en patois, le temps se disait tôt). 

## Histoire

### Origines du Haut du Tôt
Les premiers habitants du Haut du Tôt seraient des Irlandais, qui dans la seconde moitié du XVIe siècle, ont fui la persécution protestante de la reine Élisabeth Ire d’Angleterre et d'Irlande, pour s'installer sur ces terres encore indépendantes. 
Ces premiers habitants ont défriché des lopins de terre pour en faire des pâturages et y établir leurs habitations. Pendant plusieurs siècles, le temps s’est égrené sur ce plateau au rythme des travaux agricoles, de la rigueur des hivers et de la misère qui était le plus souvent le quotidien de ces petits paysans qui exploitaient des fermes dépassant rarement cinq hectares, mais devant nourrir une famille nombreuse.
De nos jours, on peut encore y voir des anciennes ruines de pierre, sur les plateaux boisés du Haut du Tôt. À l'époque les fermes furent élevées à l'aide de pierres récupérées, à même le terrain, et d'un liant à base chaux ; de charpentes en bois et de pignons recouverts d'essis (aussi appelé bardeau). Ces premières constructions n'étaient pas très hautes, mais larges et trapues. Généralement, elles étaient constituées d'une partie habitation modeste, d'une étable et d'une (ou deux) porte cochère ; d'un feu à l'âtre et d'un four à pain, d'un grenier à foin et de latrines en extérieur...

### École au Haut du Tôt
Le presbytère accueillera l’école jusqu’en 1865, date de construction de l’école située à l’ouest de l’église. L’instituteur, logé gratuitement dans le presbytère, voit son traitement fixé par le conseil de fabrique de la paroisse. Il perçoit du casuel, une rétribution variable pour chaque élève accueilli selon que l’enfant écrit ou n’écrit pas, il est en outre rétribué pour la sonnerie des cloches, le chant de l’office du dimanche et des jours de fête et le creusement des fosses au cimetière. En 1867, l’instituteur s’installe dans le logement mis à sa disposition dans la nouvelle école. La population scolaire est alors de 75 élèves réunis dans une seule salle de classe. Une seconde salle de classe fut créée en 1900. Les deux postes d’enseignants furent occupés par un couple, monsieur et madame Marchal avec un effectif de 60 élèves. La seconde classe fut supprimée en 1923. Avec l’exode rural la population scolaire déclina et la fermeture de l’école eut lieu en 1990. Les élèves fréquentent désormais les écoles de Sapois ou de Vagney.

### Commission syndicale des biens indivis
En 1985, une loi imposa la création de la commission syndicale des biens indivis pour la gestion des biens communs du Haut du Tôt entre les communes de Sapois et Vagney. Certains estiment alors que l’église, le cimetière et le presbytère et les terrains attenants appartenaient aux habitants puisque leurs ancêtres avaient acquis les terrains et construit eux-mêmes les édifices. Ils s’appuient sur le procès-verbal établi, le 2 mars 1906, par l’agent de l’administration chargé d’établir l’inventaire des biens paroissiaux à la suite de la loi de séparation de l’Église et de l’État. Il est écrit : « l’église et le presbytère du Haut du Tôt ont été construits au moyen de corvées par les habitants de la section sur des terrains acquis par eux suivant actes passés devant maître Claudel, notaire à Vagney, le 10 octobre 1831 ». Une consultation fut organisée pour les habitants du Haut du Tôt. Par 79 voix pour, 4 contre et 6 bulletins nuls, ils décident d’abandonner leurs droits de propriété aux communes de Vagney et Sapois. Le vœu est exprimé que le presbytère et le terrain attenant soit laissé à leur usage commun.

### Fin de la Seconde Guerre mondiale et libération du Haut du Tôt
Le Haut du Tôt eut à subir l’occupation allemande mais surtout les durs combats pour la libération. Les Allemands en position au Haut du Tôt surveillaient les vallées de la Moselotte et de la Cleurie. Pour pouvoir progresser dans ces vallées, les alliés devaient anéantir les positions allemandes du Haut du Tôt. De durs combats se déroulèrent le 3 novembre 1944. Les régiments du 12e Dragons, des Commandos de France, des Bataillons de Choc furent engagés dans une tourmente qui laissa 60 morts sur le terrain ; un lourd tribut pour la libération d’un petit village. Dès la Libération, l’institutrice du village, mademoiselle Wagner, incita les élèves à entretenir des liens avec les libérateurs et à créer un petit musée du souvenir. Depuis les enfants adressent un courrier à tous les libérateurs à chaque date anniversaire. L’école ayant fermé, ce sont les membres de l’A.S.F. (association sportive et folklorique) qui ont pris le relais.

## Tourisme

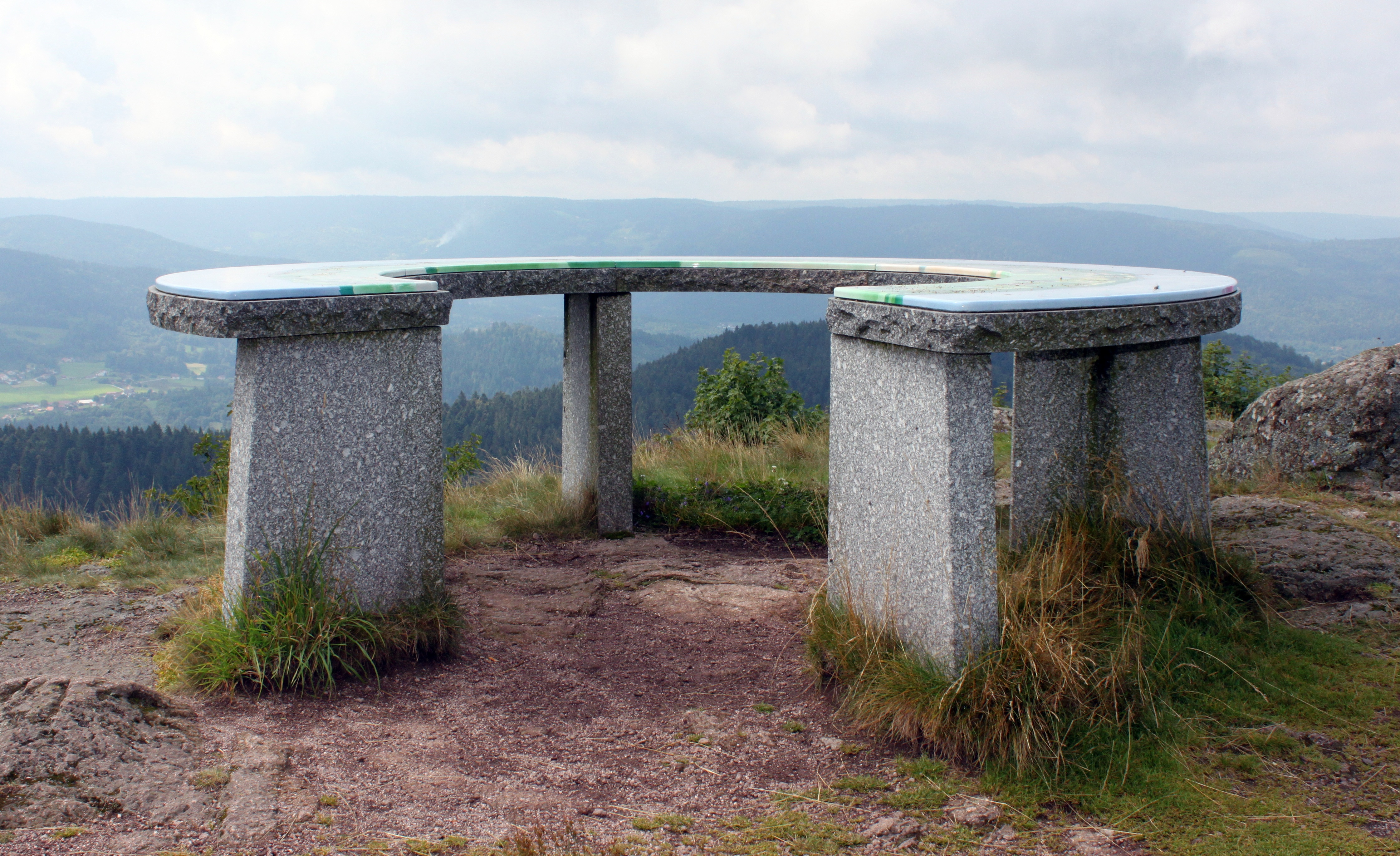
Table d'orientation du Haut du Tôt.

Après la Libération, on assiste aux débuts de la mécanisation en agriculture. C’est le début des motofaucheuses puis des tracteurs. Les machines remplacent les hommes. Il faut moins de bras sur les exploitations et plus de surfaces pour faire vivre une exploitation. De nombreux habitants, surtout des jeunes, vont quitter l’agriculture, surtout dans les secteurs où l’électricité n’a pas été installée. Ils trouveront un emploi dans l’industrie qui est en plein développement. Les terres non mécanisables seront reboisées. Beaucoup de bâtiments de fermes deviennent des ruines à l’intérieur des sapinières. On retrouve de nombreux vestiges dans les secteurs les plus reculés. Toutes les fermes ne connaîtront pas ce sort heureusement. Certaines sont achetées par des associations ou des d’entreprises pour les transformer en colonies de vacances. 
C’est ainsi que verront le jour les colonies de Longwy (aciéries), de Jeanne d’Arc (paroisse de Liffol le Grand), de Saint-Joseph d’Épinal, des houillères du bassin de Lorraine, d’UFOVAL et de l'ODCVL. Ce sera aussi l’âge d’or des camps de scouts, de louveteaux ou de guides qui installent leurs tentes à proximité des anciennes fermes pour profiter de la fontaine. Les parents viennent rendre visite à leurs enfants lors des « journées des parents ». Ils découvrent un village merveilleux et certains achètent d’anciennes fermes pour les transformer en résidences secondaires. D’autres désirent séjourner au village sans devenir propriétaire, il devient donc nécessaire de prévoir une capacité d’accueil. C’est ainsi qu’en 1955 sera construit le premier hôtel, puis des logements meublés seront aménagés dans d’anciennes fermes ou chez l’habitant, procurant ainsi un complément de revenus non négligeable. Actuellement, la capacité d’accueil est d’environ 300 lits. Cependant l’âge d’or des colonies est passé et plusieurs ont cessé leur activité. 
En 1965, pour enrayer l’exode rural, l’association vosgienne d’économie montagnarde, favorise le projet de quatre agriculteurs qui créent le premier G.A.E.C. (groupement agricole d’exploitation en commun). Une étable est construite et une trentaine d’hectares sont défrichés pour compléter les surfaces apportées par les quatre associés ou louées à ceux qui prennent leur retraite. L’enrésinement est stoppé, un nouvel élan est donné au village où l’on constate que l’entretien des zones agricoles est essentiel pour favoriser le tourisme. Aujourd’hui, le G.A.E.C. est repris par deux enfants de l’un des premiers associés. Ils produisent du lait pour la laiterie.
Les Jardins de Bernadette constituent le centre de gravité des Sentiers de la photo.
Le Haut du Tôt comporte aussi une petite station de ski avec 3 pistes vertes, 6,3 km de ski de fond, un circuit raquette et 1 téléski,.

## Culture locale et patrimoine

### Lieux et monuments
- L'église du Haut du Tôt[6].
- Monuments commémoratifs[7],[8].
- La table d'orientation de Moyemont (offrant un panorama exceptionnel).
- La Grange Benoît (altitude 842 m).
- La Chambre du Loup (lieu-dit la Sotière).
- L'étang de Blancfaing.

#### Construction de l’église

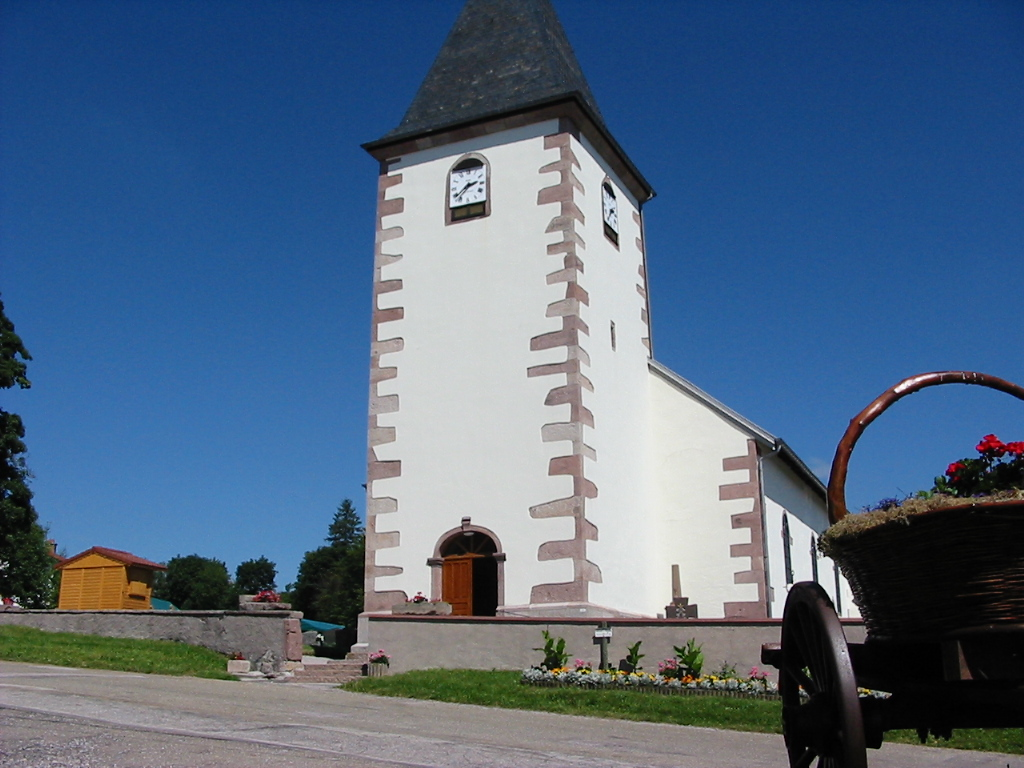
L'église du Haut du Tôt.

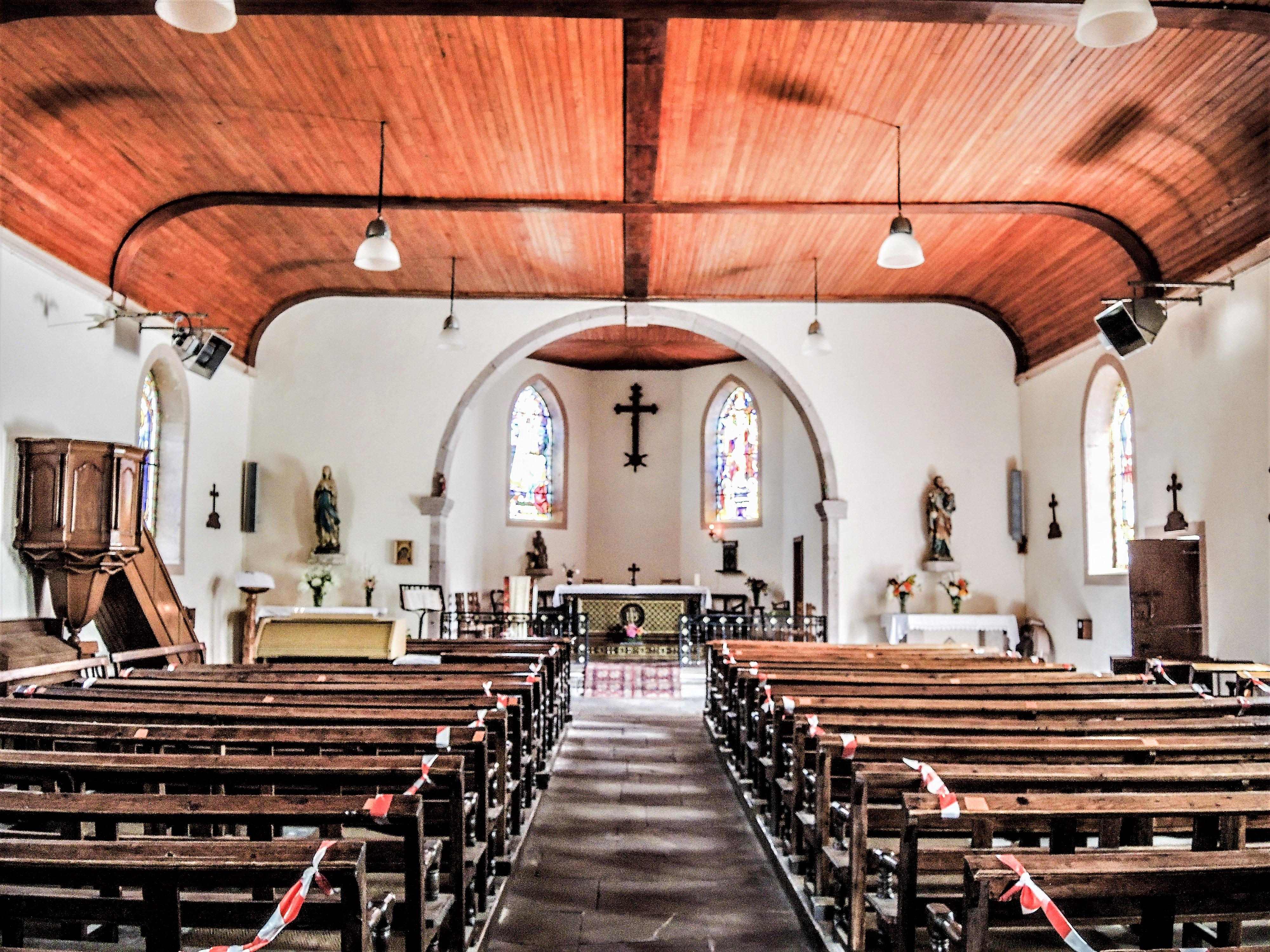
Nef de l'église du Haut du Tôt.

L’éloignement des villages voisins, et des lieux de culte en particulier, posait problème à ces habitants qui devaient parcourir 16 à 20 kilomètres aller et retour pour se rendre aux offices religieux dans les églises de Vagney, de Rochesson, de Gérardmer ou du Tholy selon le lieu d’implantation des habitations. 
Au début du XIXe siècle, l’idée de construire une église au centre du plateau devient la préoccupation majeure de beaucoup. L’idée de quelques-uns fit bientôt l’unanimité. Les curés des environs les découragèrent. Leurs faibles moyens ne pouvaient pas leur permettre une telle entreprise. Une jeune fille avait entendu parler d’un prêtre qui résidait à Sercœur (dans la région d’Épinal) et qui avait exprimé le souhait d’aider les habitants dans leur projet. Deux habitants se rendirent à Sercœur où l’abbé Paxion confirma son aide. Des terrains communaux furent acquis par les habitants pour y bâtir l’église, le presbytère et y établir le cimetière. Pendant l’hiver 1831-1832, les habitants préparent les pierres de la future église dont la plupart proviennent d’une carrière de grès située à quelques kilomètres de là en direction du Tholy. D’autres abattent les arbres et les équarrissent pour préparer la charpente. 
En février 1832, l’abbé Paxion bénit la première pierre de l’église. Les fondations vont bon train. Tous les habitants, hommes et femmes participent aux travaux de construction. En deux mois les murs sont élevés. La charpente est levée en une seule journée, le 4 juillet. Sans grue, sans les engins de levage d’aujourd’hui, on se demande comment ils ont pu mettre en place la poutre faîtière qui était faite d’une seule pièce de 17 mètres de longueur et de section imposante. Le 17 septembre 1832, l’abbé Munier, grand vicaire de l’évêque de Saint-Dié vint bénir l’église et célébrer la première messe au milieu de cette population qui voyait enfin la récompense de tous les efforts consentis. L’année suivante, en 1833, ces mêmes habitants se remirent au travail pour élever le presbytère, cette énorme bâtisse au toit à quatre pans située à l’est de l’église et qui est devenue aujourd’hui la maison de la ruralité après les travaux de rénovation entrepris en 1998.
En 1962, un incendie se déclara. La sacristie, le chœur et une partie de la nef ont été ravagés. La poutre faîtière fut également endommagée et une partie de celle-ci a dû être remplacée. Les travaux de remise en état durèrent plus d'un an.
En 1999, la rénovation du presbytère et sa transformation en maison de la ruralité.
En 1990, le dernier curé du Haut du Tôt, l’abbé Thiriet, prend sa retraite à Saint-Dié (il décédera un an plus tard). La paroisse est alors administrée par une équipe animatrice épaulée par un prêtre accompagnateur. Le presbytère est vide. L’A.S.F. aidée par l’A.V.E.M. propose un projet de réhabilitation et de transformation qui verra son aboutissement en 1999. Avec différentes aides attribuées à la commission syndicale des biens indivis qui gère le bâtiment, celui-ci se transforme en maison de la ruralité avec une salle de promotion des plantes médicinales, un séchoir communautaire, une salle d’archives paroissiales, un logement, des sanitaires publics, une salle d’exposition pour le musée du souvenir et des dépendances pour le rangement du matériel de l’A.S.F.
En 2017, l'apparition du mérule et des infiltrations nécessitent des travaux d'intervention d'urgence pour lesquels la Fondation du patrimoine a apporté son soutien financier.

#### Croix de chemins, circuit touristique
- Calvaires
- Croix de chemins[11], [12]

#### Culture et fête des plantes médicinales
À la fin des années 1980, l’A.V.E.M. a proposé à plusieurs habitants du Haut du Tôt de produire des plantes médicinales soit par récolte dans la nature soit par culture. Ces plantes, destinées soit à la vente aux laboratoires ou à la vente directe, doivent fournir un complément de revenus à ceux qui désirent s’investir dans cette activité. Pour faire connaître cette nouvelle activité, l’A.S.F. organise, depuis 1988, chaque année le deuxième dimanche du mois d’août, la fête des plantes médicinales. Dans la prairie qui jouxte l’église et la cure, la fête accueille chaque année environ 6 000 visiteurs qui découvrent les activités des planteurs mais aussi des artisans locaux. De plus on peut se restaurer en dégustant le repas marcaire et les beignets de brimbelles ou de pommes de terre râpées.

#### Village sans mairie
Quand le visiteur découvre le village du Haut du Tôt, il cherche désespérément la mairie. Il ne la découvrira jamais puisqu’il n’y en a pas. Pas de mairie, donc pas de maire ni de conseil municipal au Haut du Tôt. Administrativement les 162 habitants, selon leur lieu d’habitation, dépendent de la commune de Sapois pour les deux tiers et les autres de la commune de Vagney. Les bâtiments publics sont gérés et entretenus par les deux communes en fonction du nombre de leurs habitants respectifs.